# El lladre de Bagdad (pel·lícula de 1940)
El lladre de Bagdad (títol original en anglès: The Thief of Bagdad) és una pel·lícula britànica dirigida per Ludwig Berger, Michael Powell i Tim Whelan, estrenada el 1940. Han participat en la direcció del film sense sortir als crèdits: Alexander Korda, Zoltan Korda i William Cameron Menzies. Aquesta pel·lícula ha estat doblada al català.

## Argument
Tot comença en un port, un captaire cec demana caritat en nom d'Al·là, el seu gos pollós als seus peus. Als vianants que li pregunten, declara ser el més desgraciat dels prínceps, enganyat, i llançat a la misèria. Un se’n riu d'ell, el pressiona amb preguntes, i se submergeix llavors en els seus records.
La còlera es manifesta als carrers de Bagdad: el poble pateix les decisions del palau principesc. El príncep Ahmad està acusat d'oprimir la pobra gent pels seus decrets autoritaris, però ell mateix no en té consciència, només està pels seus jocs. A l'ombra, el gran visir Jaffar el manté en la ignorància, és l'únic verdader opressor, el tirà que desitja atropellar el seu titella i prendre el seu lloc.
Un dia, el príncep troba en un jardí del seu palau una magnífic dona, princesa i filla única del sultà. Fascinat, enamorat des de la primera mirada, li fa la cort, apassionat-
S'acomiaden amb promeses d'amor, però una ombra planeja: el príncep no ha revelat la seva identitat i la princesa li ha explicat part dels rumors que l'afecten. De seguida Ahmad veurà el seu visir, que li aconsella anar disfressat pel carrer per conèixer el seu poble. Mentre que el príncep assisteix a un prèdica inflamada contra el seu regnat, Jaffar envia la soldadesca per detenir-lo i l'empresona.
Al calabós humit, esperant el sabre del botxí, Ahmad troba un petit lladre, Abu, que l'ajuda a evadir-se. Llavors comença un viatge al cor de les llegendes de l'Orient Mitjà: Genis, màgia, catifes voladores, Pegàs, tombes oblidades infestades d'éssers malèfics...

## Repartiment
- Conrad Veidt: Jaffar
- Sabu: Abu
- June Duprez: la princesa
- John Justin: Ahmad
- Rex Ingram: Djinn
- Miles Malleson: el sultà
- Morton Selten: el vell rei
- Mary Morris: Halima
- Bruce Winston: el marxant
- Hay Petrie: l'astròleg
- Adelaide Hall: la cantant
- Roy Emerton: el carceller
- Allan Jeayes: el comptador d'històries

## Al voltant de la pel·lícula
- El rodatge es va desenvolupar als Denham Film Studios al Buckinghamshire, a prop de Londres[2] Gunwalloe i Pembrokeshire Coast al Regne Unit, així com al Parc nacional del Gran Canyon i als estudis United Artists, als Estats Units.
- Es tracta d'un remake d'El lladre de Bagdad dirigida per Raoul Walsh el 1924.
- El paper de la princesa havia estat en principi confiat a Vivien Leigh que, després d'haver obtingut el paper de Scarlett O'Hara a Allò que el vent s'endugué (1939), va deixar la producció.
- Es tracta de la primera pel·lícula de l'actor John Justin.

## Banda original
- I Want To Be A Sailor, interpretat per Sabu
- Hungarian Lullabye, interpretat per Adelaïde Hall

## Premis i nominacions
Premis
- 1941: Oscar a la millor fotografia per Georges Périnal
- 1941: Oscar a la millor direcció artística per Vincent Korda
- 1941: Oscar als millors efectes visuals per Lawrence W. Butler i Jack Whitney

Nominacions
- 1941: Oscar a la millor banda sonora